# Дитрих III фон Лимбург
Дитрих III фон Лимбург (на немски: Dietrich III von Limburg; * ок. 1291; † 9 август 1364) от фамилията Изенберг е граф на Лимбург (1304 – 1364).

## Произход и наследство
Той е син на граф Еберхард I фон Лимбург-Щирум (1252 – 1304) и съпругата му Агнес (1273 – 1297), дъщеря на херцог Валрам V фон Лимбург.
Наследен е през 1364 г. от внук му Дитрих IV фон Лимбург-Бройч († 1400).

## Фамилия
Първи брак: на 16 септември 1297 г. с Ирмгард фон Грайфенщайн († 1324). С нея има децата:
- Еберхард II (1333 – 1354), ∞ Юта фон Сайн
- Юта, ∞ Дитрих фон Викеде
- Елизабет († 2 април 1358), ∞ ок. 1329 за Херман фон Мюнстер († 18 януари 1343)
- Дитрих († ок. 1338)
- Хайнрих († ок. 1324)
- Крахт († ок. 1350)
- Ирмгард, монахиня в Есен
- Аделхайд
- Йохана

Втори брак: преди 1333 г. с Елизабет фон Щрюнкеде.